# POCO (firma)
POCO je čínský výrobce mobilních telefonů vzniklý v roce 2018. Dříve byl znám pod názvem POCO by Xiaomi či Pocophone, jednalo se o dceřinou společnost Xiaomi. Prvním telefonem byl Pocophone F1. 17. ledna 2020 se od společnosti osamostatnila indická divize. Ve stejném roce 24. listopadu se od Xiaomi osamostatnila zbylá společnost. Obě dodnes paralelně působí na trhu s telefony, mají však lehce odlišný branding. POCO sídlí v Číně.
POCO vydává telefony v řadách s následujícími jmény: série POCO C, POCO M, POCO X, POCO F.